# Metairie
Metairie è un census-designated place degli Stati Uniti d'America, nella Parrocchia di Jefferson, nello stato della Louisiana.
Si trova sulla sponda meridionale del lago Pontchartrain ed è il punto di partenza del ponte Lake Pontchartrain Causeway (lungo 38,4 km) per il traffico verso nord, e di arrivo per il traffico verso sud.
È un sobborgo di New Orleans. Come questa è stata pesantemente colpita dall'Uragano Katrina del 2005.